# Il conte di Essex (opera)
Il conte di Essex è un'opera in tre atti di Saverio Mercadante, su libretto di Felice Romani. La prima rappresentazione ebbe luogo al Teatro alla Scala di Milano il 10 marzo 1833. Il lavoro non ebbe successo.
Gli interpreti della prima rappresentazione furono:
| Personaggio            | Interprete         |
| ---------------------- | ------------------ |
| Elisabetta             | Matilde Palazzesi  |
| Conte di Essex         | Francesco Pedrazzi |
| Duca di Nottingham     | Domenico Reina     |
| Duchessa di Nottingham | Adelaide Tosi      |
| Raleigh                | Domenico Spiaggi   |
| Un usciere Un soldato  | Giuseppe Vaschetti |

## Trama
La scena è in Londra.

## Struttura musicale
- Sinfonia

### Atto I
- N. 1 - Introduzione e Cavatina della Duchessa Sara!... Non odi? scuotiti... - Giovin, leggiadra e amabile
- N. 2 - Coro Regina, il Parlamento (Coro, Raleigh, Elisabetta, Nottingham, Usciere)
- N. 3 - Duetto fra Elisabetta ed Essex Pure un dì credei che il Cielo
- N. 4 - Finaletto Che torbida calma! che amaro sorriso! (Coro)

### Atto II
- N. 5 - Duetto fra Essex e la Duchessa Prendi, prendi: per te me ne spoglio
- N. 6 - Finale II Ah! da quel dì più limpido (Nottingham, Duchessa, Coro, Elisabetta, Raleigh)

### Atto III
- N. 7 - Coro e Duetto fra Elisabetta e Nottingham Regina, i pari unanimi - A queste cifre il credi (Raleigh, Coro, Elisabetta, Nottingham)
- N. 8 - Coro ed Aria di Essex Che fa desso? - Pur sì pronto e sì crudele (Coro, Essex, Raleigh)
- N. 9 - Aria della Duchessa e Finale Ultimo Perché fremo?... e qual mi preme - Implorar gli puoi perdono (Duchessa, Nottingham, Elisabetta, Raleigh, Coro)